# 王勸 (順治進士)
王勸（1617年10月17日—17世紀），字袞華，號旌淑，山東青州府諸城縣人，清朝政治人物，進士出身。

## 生平
明崇禎九年（1636年）山東鄉試第二十一名舉人，清順治四年（1647年）登進士，於刑部觀政，出任江蘇宜興縣知縣，曾用計擒拿當地巨寇，後調任文安縣知縣。